# Fimbristylis nanningensis
Fimbristylis nanningensis är en halvgräsart som beskrevs av Tang och Fa Tsuan Wang. Fimbristylis nanningensis ingår i släktet Fimbristylis och familjen halvgräs. Inga underarter finns listade i Catalogue of Life.